# Macabeu (Maspujols)
El Macabeu és una muntanya de 292 metres que es troba al municipi de Maspujols, a la comarca catalana del Baix Camp.